# Chilhowee (Missouri)
Chilhowee est une ville du comté de Johnson, dans le Missouri, aux États-Unis,. Située au sud du comté, elle est incorporée en 1907.

## Démographie
Lors du recensement de 2010, la ville comptait une population de 325 habitants. Elle est estimée, en 2017, à 326 habitants.

### Source de la traduction
- (en) Cet article est partiellement ou en totalité issu de l’article de Wikipédia en anglais intitulé « Chilhowee, Missouri » (voir la liste des auteurs).